# Золотарёв, Виктор Николаевич
Ким Ин Су, с 1918 года — Виктор Николаевич Золотарёв (ум. 25 января 1925, Кайфын, Китайская республика) — корейский и русский военный деятель, генерал-майор Донской армии (1918).

## Биография
Точные дата и место его рождения неизвестны. По одной версии он, вероятно, родился в России, и в Корею прибыл только в 1896 году в составе группы русских военных инструкторов, занимающийся реорганизацией корейской армии.
Окончил юнкерское училище в Сеуле. В 1900 году ваном Чосона Коджоном был назначен инспектором военного училища при русских инструкторах.
В 1904 году, с занятием японцами Сеула, покидает Корею.
Во время русско-японской войны поступил на службу в 7-й Восточно-Сибирский стрелковый полк, где принял руководство над разведкой. После был переведен в 1-й Нерчинский полк, в котором служил переводчиком.
Мясо и чумиза, заменявшие казакам хлеб и крупу, добывались сравнительно легко и казаки ни в том, ни в другом недостатка не имели. В этом большую помощь полку оказал бывший при отряде полковник корейской службы Ким-ин-шу, имевший влияние на жителейМаковкин А.Е. 1-й Нерчинский полк Забайкальского казачьего войска. С.-Петербург. 1907.
За успешную службу в разведке был награждён орденом Св. Анны 2-й степени с мечами и назначен командиром кавалерийского отряда.
По окончании войны Ким Ин Су оставляет 1-й Нерчинский полк и направляется в штаб Приамурского военного округа для организации разведки в северных районах Кореи. При его содействии была установлена связь с корейскими войсками, администрацией и населением. Он также начинает тайно поддерживать движение за независимость Кореи, снабжая оружием корейских партизан. В 1909 году обращается к властям Хабаровска о принятии в русское подданство 300 борцов антияпонского движения за независимость Кореи, находящихся в России.
В то же время, пользуясь участием в русско-японской войне, при этом официально все ещё находясь на службе у корейского императора, пишет прошение о принятии на русскую службу, однако принимает отказ.
С началом Первой мировой войны принимается в русскую армию в звании полковника и отправляется на Юго-Западный фронт в составе 2-й Сводной казачей дивизии, где командует отрядом. За боевые заслуги был награждён орденами Св. Анны 3-й ст. с мечами и бантом (27.06.1916), Св. Станислава 3-й ст. с мечами и бантом (27.06.1916), Св. Станислава 2-й ст. с мечами (17.05.1917) и Георгиевским оружием (03.01.1917) за выдающиеся воинские подвиги, требующие несомненного самопожертвования. В январе 1917 года Ким Ин Су инициировал создание корейского подразделения в русской армии из числа служивших корейцев, но далее, инициатива, не имела развитие.
После Октябрьской революции, в декабре 1917 года примкнул к Белому движению. После формирования Донской армии перешел к Каледину, где был произведен в генерал-майоры. После производства в генералы стал именоваться Виктором Николаевичем Золотарёвым.
Находился на должностях: командира Сальского отряда Юго-Восточного фронта (29 окт. — дек. 1918), командующего Манычской группой войск (дек. 1918 — февр. 1919), командира гарнизона г. Александровск-Грушевский, Черкасского округа (ныне г. Шахты, Ростовской обл.) (до 1 ноября 1919); состоял в резерве офицерских чинов ВВД (01. 11. 1919—1920).
В январе 1920 года эвакуировался на корабле «Ганновер» сначала в Турцию, затем на Дальний Восток. В 1922 году эмигрирует в Маньчжурию.
В 1924 поступил на китайскую военную службу, где служил под командованием маршала Чжан Цзолиня. Умер в Кайфыне в 1925 году.